# Puccinia virgae-aureae
Puccinia virgae-aureae är en svampart som först beskrevs av Augustin Pyrame de Candolle, och fick sitt nu gällande namn av Marie Anne Libert 1837. Puccinia virgae-aureae ingår i släktet Puccinia och familjen Pucciniaceae.   Inga underarter finns listade i Catalogue of Life.